# Villemanoche
Villemanoche település Franciaországban, Yonne megyében. Lakosainak száma 671 fő (2022. január 1.). Villemanoche Serbonnes, Lixy, Champigny, Courlon-sur-Yonne, Michery, Pont-sur-Yonne és Saint-Sérotin községekkel határos.

## Népesség
A település népessége az elmúlt években az alábbi módon változott:
| Lakosok száma | 657  | 665  | 678  | 670  | 672  | 668  | 666  | 667  | 671  |
|               | 2013 | 2015 | 2016 | 2017 | 2018 | 2019 | 2020 | 2021 | 2022 |